# Honshu
Honshū (japanska: 本州?, Honshū info) (tidigare även kallad Hondo) är den största av Japans öar, och med en yta på nästan 228 000 km² är det världens sjunde största ö. Namnet betyder huvudprovinserna. 
Den största staden på Honshu är Japans huvudstad Tokyo.
Prefekturerna på Honshu är indelade i 5 regioner.
- Chūgoku
  - Hiroshima-ken
  - Okayama-ken
  - Shimane-ken
  - Tottori-ken
  - Yamaguchi-ken

- Kansai
  - Hyōgo-ken
  - Kyoto-fu
  - Mie-ken
  - Nara-ken
  - Osaka-fu
  - Shiga-ken
  - Wakayama-ken

- Chūbu
  - Aichi-ken
  - Fukui-ken
  - Gifu-ken
  - Ishikawa-ken
  - Nagano-ken
  - Niigata-ken
  - Toyama-ken
  - Shizuoka-ken
  - Yamanashi-ken

- Kantō
  - Chiba-ken
  - Gunma-ken
  - Ibaraki-ken
  - Kanagawa-ken
  - Saitama-ken
  - Tochigi-ken
  - Tokyo-to

- Tōhoku
  - Akita-ken
  - Aomori-ken
  - Fukushima-ken
  - Iwate-ken
  - Miyagi-ken
  - Yamagata-ken